# Valeria Arnăutu
Valeria Arnăutu (n. 2 iulie 1962, Reșița, România) este o interpretă de muzică populară românească din zona Banatului.

## Biografie
Născută într-o familie de meșteri populari, Valeria Arnăutu a crescut într-un mediu în care tradițiile și folclorul au fost parte integrantă din viața cotidiană. La vârsta de 16 ani a realizat primele înregistrări la Radio România Timișoara, fiind acompaniată de orchestra ansamblului profesionist „Banatul”, sub bagheta dirijorului Gelu Stan.
În anul 1980 s-a angajat ca solist vocal la ansamblul „Doina Banatului” din Caransebeș. Între anii 1978 și 1988 a colaborat cu numeroase ansambluri folclorice din Reșița, Caransebeș și București, printre care se numără „Ciocârlia”, „Cununa Carpaților”, „Doina Bucureștiului”, „Călușul”, „Banatul”, „Doina Bârzanei”, „Caransebeșana”, „Reșițeana” și „Semenicul”. În această perioadă a apărut frecvent în emisiuni de televiziune, lucrând cu realizatori cunoscuți precum Tudor Vornicu, Florentina Satmari, Eugen Gal și alții.
În 1981 s-a mutat la București, unde a participat la concursul organizat de Ansamblul „Rapsodia Română”, alături de care a activat până în 1988. A colaborat pe scenă cu artiști consacrați, precum Maria Ciobanu, Ion Dolănescu, Irina Loghin, Gheorghe Turda, Benone Sinulescu, și a fost acompaniată de orchestre conduse de dirijori renumiți, printre care Ionel Budișteanu, George Vancu și Paraschiv Oprea.
Între 1982 și 1989 a cântat în restaurante cu program folcloric din București, precum Intercontinental, Lido, Hanul lui Manuc sau Athenee Palace, experiență care i-a oferit contact direct cu publicul.

## Cariera internațională
În 1988, în urma unui turneu în fosta Iugoslavie, s-a stabilit temporar în Belgrad, unde a învățat limba și a interpretat cântece populare sârbești. A colaborat cu formația ABC și a efectuat turnee în mai multe țări europene. După revenirea în România, în 1992, a fost invitată în 1993 să participe la un turneu în comunitatea sârbă din New York, acesta marcând începutul unor colaborări internaționale constante.
În perioada 1993–2009 a participat la numeroase festivaluri și turnee în Statele Unite ale Americii, Portugalia, Grecia, Austria, Bulgaria, Ungaria, Serbia, Italia, Germania, Franța, Republica Moldova, Iordania și Turcia.
Între 2000 și 2006 a fost invitată în turnee în California, Florida și New York, alături de Maria Ciobanu și Ionuț Dolănescu. În 2006 a participat la Festivalul României de pe Broadway, împreună cu George Rotaru, Any Stanciu, Nico, Akcent și alți artiști.

## Activitate jurnalistică
Deși este licențiată în pedagogie muzicală, începând cu anul 1998, Valeria Arnăutu s-a orientat și spre activitatea jurnalistică. A activat ca redactor muzical, realizator, prezentator, producător și director de programe. A lucrat în presa scrisă, a coordonat realizarea unei enciclopedii culturale și a produs filme documentare premiate la festivaluri internaționale.

## Discografie
- Electrecord (1980–1990) – 2 LP-uri, 1 disc de debut, participări pe compilații („Interpreți din Banat”, „Cîte stele’s pe Banat”)
- Zoom Studio (1995–2005) – „Colinde”, „Tradițiile românilor”, „Etno Top”, „Pentru mama mea cea dragă”
- Roton (2005) – Din Banat când am plecat
- MediaPro Music (2009) – Muierea care-i de fală